# Marmara fraxinicola
Marmara fraxinicola là một loài bướm đêm thuộc họ Gracillariidae. Nó được tìm thấy ở Québec và Hoa Kỳ (Ohio, Vermont và New York).
Có một lức một năm. Ấu trùng ăn Fraxinus americana và Fraxinus pennsylvanica.